# 1519.
◄ | 15. stoljeće | 16. stoljeće | 17. stoljeće | ►
◄ | 1480-ih | 1490-ih | 1500-ih | 1510-ih | 1520-ih | 1530-ih | 1540-ih | ►
◄◄ | ◄ | 1516. | 1517. | 1518. | 1519. | 1520. | 1521. | 1522. | ► | ►►
Arhitektura • Astronomija • Glazba • Kazalište • Kiparstvo • Knjige • Književnost • Kršćanstvo • Medicina • Politika • Pravo • Promet • Slikarstvo • Znanost

## Događaji
- 8. studenog – Španjolski konkvistadori ušli u Tenochtitlan, glavni grad carstva Asteka

## Rođenja
- 16. veljače – Gaspard de Coligny, francuski državnik i vojskovođa († 1572.)
- 13. travnja – Katarina de Medici, francuska kraljica († 1589.)

## Smrti
- 2. svibnja – Leonardo da Vinci, talijanski slikar, arhitekt, izumitelj, glazbenik, kipar, pripovjedač, matematičar i inženjer.
- 24. lipnja – Lucrezia Borgia, talijanska vojvotkinja

## Vanjske poveznice
|  | Zajednički poslužitelj ima još gradiva o temi 1519. |